# Championnats d'Europe d'athlétisme 1966
Navigation
Les 8e Championnats d'Europe d'athlétisme ont eu lieu du 30 août au 4 septembre 1966 au Népstadion de Budapest en Hongrie.

## Faits marquants
Pour la 1re fois, l’Allemagne de l’Est et l’Allemagne de l’Ouest concourent avec des équipes distinctes.
Aucun record du monde ou d’Europe n'est battu lors de ces championnats.
La Polonaise Irena Kirszenstein est la reine de ces championnats avec deux médailles d’or individuelles au 200 m et en longueur, une médaille d’argent au 100 m et la médaille d’or du relais polonais au 4 × 100 m.
Plusieurs autres athlètes sont multi-médaillés : Roger Bambuck (France) en or sur 200 m, en or également avec le relais français du 4 × 100 m et en argent sur 100 m, Claude Piquemal (France) en bronze sur 100 m et en or avec le 4 × 100 m, les Polonais Stanisław Grędziński et Andrzej Badeński aux premières places du 400 m et en or en relais 4 × 400 m, Bodo Tummler (RFA) en or sur 1 500 m et en bronze sur 800 m, Michel Jazy (France) en or sur 5 000 m et en argent sur 1500 m, Ewa Kłobukowska (Pologne) en or sur 100 m et avec le relais polonais du 4 × 100 m et en argent sur 200 m.
Manfred Matuschewski (RDA) gagne le 800 m pour la 2de fois consécutive. Font de même Vilmos Varju (Hongrie) au poids, Janis Lusis (URSS) au javelot, Abdon Pamich (Italie) au 50 km marche, et la Pologne au 4 × 100 m féminin.
L’Allemagne de l’Est marque son entrée en étant la 1re nation en nombre de médailles d’or. La Pologne est une étonnante deuxième nation avec comme points forts, son sprint féminin et ses coureurs de 400 m. La France réussit son meilleur championnat depuis celui de Bruxelles en 1950.

## Résultats

### Hommes
| 100 m | Wiesław Maniak 10 s 5                                                                     | Roger Bambuck 10 s 5                                                                            | Claude Piquemal 10 s 5                                                                        |
| 200 m | Roger Bambuck 20 s 9                                                                      | Marian Dudziak 21 s 0                                                                           | Jean-Claude Nallet 21 s 0                                                                     |
| 400 m | Stanisław Grędziński 46 s 0                                                               | Andrzej Badeński 46 s 2                                                                         | Manfred Kinder 46 s 3                                                                         |
| 800 m | Manfred Matuschewski 1 min 45 s 9 (CR)                                                    | Franz-Josef Kemper 1 min 46 s 0                                                                 | Bodo Tümmler 1 min 46 s 3                                                                     |
| 1 500 m | Bodo Tümmler 3 min 41 s 9                                                                 | Michel Jazy 3 min 42 s 2                                                                        | Harald Norpoth 3 min 42 s 4                                                                   |
| 5 000 m | Michel Jazy 13 min 42 s 8 (CR)                                                            | Harald Norpoth 13 min 44 s 0                                                                    | Bernd Diessner 13 min 47 s 8                                                                  |
| 10 000 m | Jürgen Haase 28 min 26 s 0 (CR)                                                           | Lajos Mecser 28 min 27 s 0                                                                      | Leonid Mikitenko 28 min 32 s 2                                                                |
| Marathon | Jim Hogan 2 h 20 min 4 s                                                                  | Aurèle Vandendriessche 2 h 21 min 43 s                                                          | Gyula Tóth 2 h 22 min 2 s                                                                     |
| 20 km marche | Dieter Lindner 1 h 29 min 25 s                                                            | Volodymyr Holubnychy 1 h 30 min 6 s                                                             | Mykola Smaha 1 h 30 min 18 s                                                                  |
| 50 km marche | Abdon Pamich 4 h 18 min 42 s                                                              | Gennadiy Agapov 4 h 20 min 1 s                                                                  | Oleksandr Shcherbyna 4 h 20 min 47 s                                                          |
| 110 m haies | Eddy Ottoz 13 s 7                                                                         | Hinrich John 14 s 0                                                                             | Marcel Duriez 14 s 0                                                                          |
| 400 m haies | Roberto Frinolli 49 s 8                                                                   | Gerd Lossdörfer 50 s 3                                                                          | Robert Poirier 50 s 5                                                                         |
| 3 000 m steeple | Viktor Kudynskyy 8 min 26 s 6 (CR)                                                        | Anatoliy Kuryan 8 min 28 s 0                                                                    | Gaston Roelants 8 min 28 s 8                                                                  |
| 4 × 100 m | France Marc Berger Jocelyn Delecour Claude Piquemal Roger Bambuck 39 s 4 (CR)             | Union soviétique Edvin Ozolin Armin Tuyakov Borys Savchuk Nikolai Ivanov 39 s 8                 | Allemagne de l'Ouest Hans-Jürgen Felsen Gert Metz Dieter Enderlein Manfred Knickenberg 39 s 8 |
| 4 × 400 m | Pologne Jan Werner Edmund Borowski Stanisław Grędziński Andrzej Badeński 3 min 4 s 5 (CR) | Allemagne de l'Ouest Friedrich Roderfeld Jens Ulbricht Rolf Krüsmann Manfred Kinder 3 min 4 s 8 | Allemagne de l'Est Joachim Both Günter Klann Michael Zerbes Wilfried Weiland 3 min 5 s 7      |
| Saut en hauteur | Jacques Madubost 2,12 m                                                                   | Robert Sainte-Rose 2,12 m                                                                       | Valeriy Skvortsov 2,09 m                                                                      |
| Saut à la perche | Wolfgang Nordwig 5,10 m (CR)                                                              | Chrístos Papanikoláou 5,05 m                                                                    | Hervé d'Encausse 5,00 m                                                                       |
| Saut en longueur | Lynn Davies 7,98 m                                                                        | Igor Ter-Ovanesian 7,88 m                                                                       | Jean Cochard 7,88 m                                                                           |
| Triple saut | Georgi Stoikovski 16,67 m (CR)                                                            | Hans-Jürgen Rückborn 16,66 m                                                                    | Henrik Kalocsai 16,59 m                                                                       |
| Lancer du poids | Vilmos Varjú 19,43 m (CR)                                                                 | Nikolai Karasiov 18,82 m                                                                        | Władysław Komar 18,68 m                                                                       |
| Lancer du disque | Detlef Thorith 57,42 m (CR)                                                               | Hartmut Losch 57,34 m                                                                           | Lothar Milde 56,80 m                                                                          |
| Lancer du marteau | Romuald Klim 70,02 m (CR)                                                                 | Gyula Zsivótzky 68,62 m                                                                         | Uwe Beyer 67,28 m                                                                             |
| Lancer du javelot | Jānis Lūsis 84,48 m (CR)                                                                  | Władysław Nikiciuk 81,76 m                                                                      | Gergely Kulcsár 80,54 m                                                                       |
| Décathlon | Werner von Moltke 7 740 pts                                                               | Jörg Mattheis 7 614 pts                                                                         | Horst Beyer 7 562 pts                                                                         |
| Records et Performances - AR : Record continental (area record) - CR : Record des championnats (championship record) - MR : Record du meeting (meet record) - NR : Record national (national record) - OR : Record olympique (olympic record) - PR : Record paralympique (paralympic record) - PB : Record personnel (personal best) - SB : Meilleure performance personnelle de la saison (season's best) - WL : Meilleure performance mondiale de l'année (world leader) - WJR : Record du monde junior (world junior record) - WR : Record du monde (world record) Circonstances et Conditions - DNF : N'a pas terminé (did not finish) - DNS : N'a pas pris le départ (did not start) - DQ : Disqualification (disqualification) - NM : Aucun essai valable enregistré (No Mark) - Q : Qualifié « directement » au prochain tour (ou à la prochaine compétition), lors d'une compétition majeure, grâce au classement ou à la réalisation des minima (automatic qualifier) - q : Qualifié au prochain tour (ou à la prochaine compétition), lors d'une compétition majeure, grâce au repêchage ou à la réalisation de l'une des meilleures performances parmi celles des « non qualifiés directement » (grâce au meilleur temps ou à la meilleure distance par exemple) (secondary qualifier) |                                                                                           |                                                                                                 |                                                                                               |

### Femmes
| 100 m | Ewa Kłobukowska 11 s 5                                                                      | Irena Kirszenstein 11 s 5                                                                | Karin Frisch 11 s 8                                                                     |
| 200 m | Irena Kirszenstein 23 s 1 (CR)                                                              | Ewa Kłobukowska 23 s 4                                                                   | Vera Popkova 23 s 7                                                                     |
| 400 m | Anna Chmelková 52 s 9 (CR)                                                                  | Antónia Munkácsi 53 s 9                                                                  | Monique Noirot 54 s 0                                                                   |
| 800 m | Vera Nikolić 2 min 02 s 8                                                                   | Zsuzsa Szabó-Nagy 2 min 03 s 1                                                           | Antje Gleichfeld 2 min 03 s 7                                                           |
| 80 m haies | Karin Balzer 10 s 7                                                                         | Karin Frisch 10 s 7                                                                      | Elżbieta Bednarek 10 s 7                                                                |
| Saut en hauteur | Taïsiya Chenchyk 1,75 m                                                                     | Liudmila Komleva 1,73 m                                                                  | Jarosława Bieda 1,71 m                                                                  |
| Saut en longueur | Irena Kirszenstein 6,55 m (CR)                                                              | Diana Yorgova 6,45 m                                                                     | Helga Hoffmann 6,38 m                                                                   |
| Lancer du poids | Nadezhda Chizhova 17,22 m                                                                   | Margitta Gummel 17,05 m                                                                  | Marita Lange 16,96 m                                                                    |
| Lancer du disque | Christa Spielberg 57,76 m (CR)                                                              | Liesel Westermann 57,38 m                                                                | Anita Hentschel 56,80 m                                                                 |
| Lancer du javelot | Marion Lüttge-Graefe 58,74 m (CR)                                                           | Mihaela Peneş 56,94 m                                                                    | Valentina Popova 56,70 m                                                                |
| 4 × 100 m | Pologne Elzbieta Bednarek Danuta Straszyńska Irena Kirszenstein Ewa Kłobukowska 44 s 4 (CR) | Allemagne de l'Ouest Renate Meyer-Rose Hannelore Trabert Karin Frisch Jutta Stöck 44 s 5 | Union soviétique Vera Popkova Valentina Bolshova Lyudmila Samotysova Renate Lace 44 s 6 |
| Pentathlon | Valentina Tikhomirova 4 787 pts                                                             | Heide Rosendahl 4 765 pts                                                                | Ingeborg Exner 4 713 pts                                                                |
| Records et Performances - AR : Record continental (area record) - CR : Record des championnats (championship record) - MR : Record du meeting (meet record) - NR : Record national (national record) - OR : Record olympique (olympic record) - PR : Record paralympique (paralympic record) - PB : Record personnel (personal best) - SB : Meilleure performance personnelle de la saison (season's best) - WL : Meilleure performance mondiale de l'année (world leader) - WJR : Record du monde junior (world junior record) - WR : Record du monde (world record) Circonstances et Conditions - DNF : N'a pas terminé (did not finish) - DNS : N'a pas pris le départ (did not start) - DQ : Disqualification (disqualification) - NM : Aucun essai valable enregistré (No Mark) - Q : Qualifié « directement » au prochain tour (ou à la prochaine compétition), lors d'une compétition majeure, grâce au classement ou à la réalisation des minima (automatic qualifier) - q : Qualifié au prochain tour (ou à la prochaine compétition), lors d'une compétition majeure, grâce au repêchage ou à la réalisation de l'une des meilleures performances parmi celles des « non qualifiés directement » (grâce au meilleur temps ou à la meilleure distance par exemple) (secondary qualifier) |                                                                                             |                                                                                          |                                                                                         |

## Tableau des médailles
| Rang | Nation          | Or | Argent | Bronze | Total |
| ---- | --------------- | -- | ------ | ------ | ----- |
| 1    | RDA             | 8  | 3      | 6      | 17    |
| 2    | Pologne         | 7  | 5      | 3      | 15    |
| 3    | URSS            | 6  | 7      | 7      | 20    |
| 4    | France          | 4  | 3      | 7      | 14    |
| 5    | Italie          | 3  | 0      | 0      | 3     |
| 6    | RFA             | 2  | 10     | 9      | 21    |
| 7    | Royaume-Uni     | 2  | 0      | 0      | 2     |
| 8    | Hongrie         | 1  | 4      | 3      | 8     |
| 9    | Bulgarie        | 1  | 1      | 0      | 2     |
| 10   | Tchécoslovaquie | 1  | 0      | 0      | 1     |
| —    | Yougoslavie     | 1  | 0      | 0      | 1     |
| 12   | Belgique        | 0  | 1      | 1      | 2     |
| 13   | Grèce           | 0  | 1      | 0      | 1     |
| —    | Roumanie        | 0  | 1      | 0      | 1     |
|      |                 | 36 | 36     | 36     | 108   |